# ハリケーン・ハンター

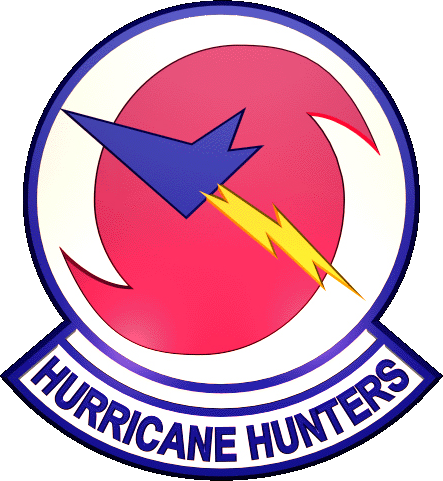
部隊パッチ

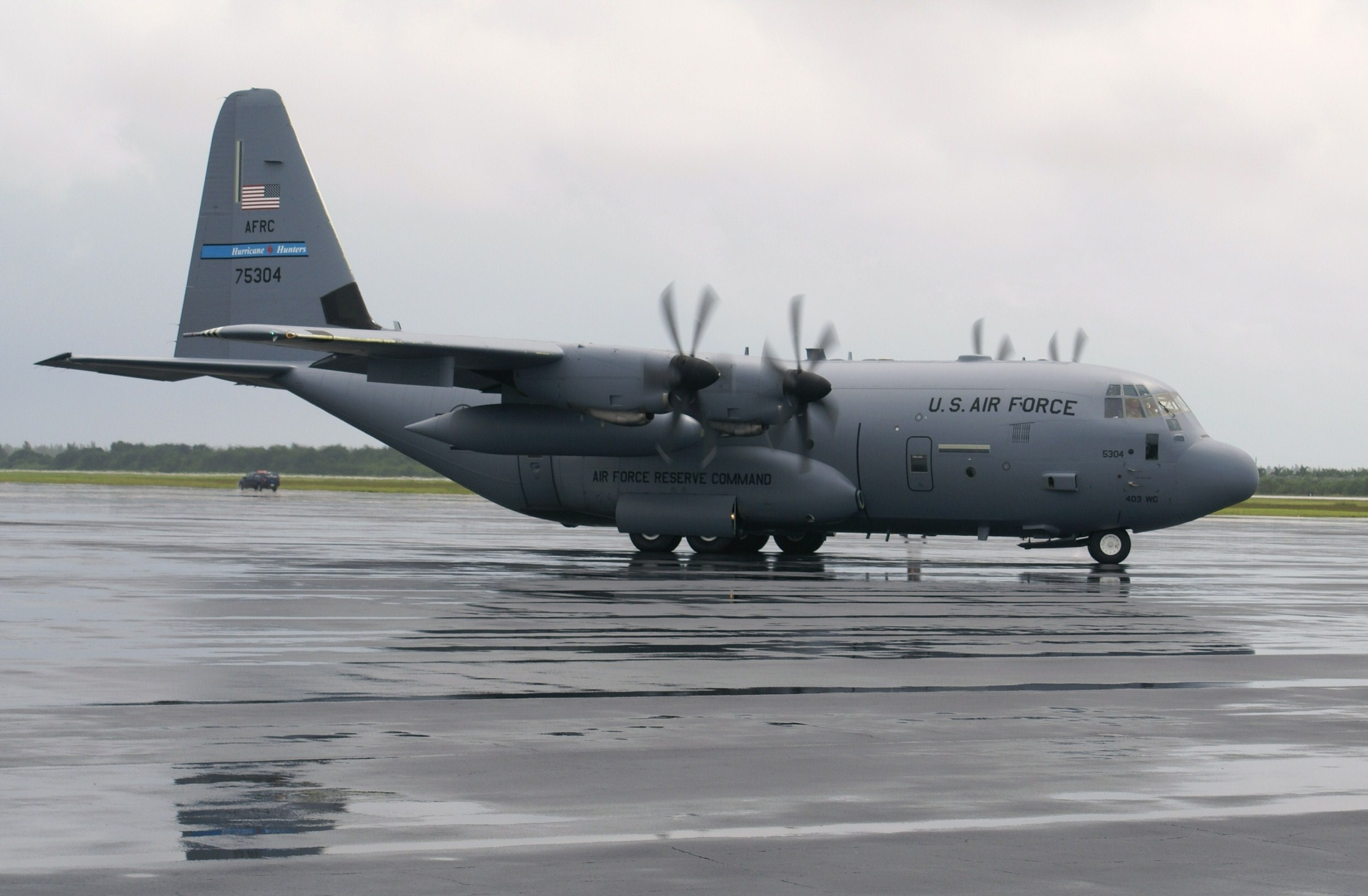
空軍 WC-130J ハリケーン・ハンター

ハリケーン・ハンター（英:Hurricane Hunters）とは、米国国内に於いて特定の航空機を用いて熱帯低気圧の内部に入り込み、その気象状態の情報を収集する飛行機やその隊を指す呼称である。
主な観測地域は北アメリカから見た北大西洋、北東太平洋、インド洋、西太平洋地域など。北大西洋ではハリケーンに直接飛び込み、北太平洋地域においては中心観測だけでは無く、その周辺地帯の観測も行なっている。アメリカ空軍所属のタイフーン・チェイサーズ/Typhoon Chasers、米国海軍所属であるタイフーン・トラッカーズ/Typhoon Trackers。その後、航空機や船舶と運用する人員はアメリカ海洋大気庁（NOAA）のアメリカ海洋大気庁士官部隊に再編され、NOAA ハリケーンハンターズとして任務を継続している。航空機はフロリダ州タンパにあるマクディール空軍基地に併設された航空機運用センターを基地とし、整備や補給などはマクディール空軍基地の支援を受ける。
上記のほか、ミシシッピー州ビロクシ、キースラー空軍基所属の偵察飛行中隊である「第53天候偵察中隊」は気象観測目的での11機のWC-130Jによって運用され、一般に「ハリケーン・ハンター」として良く知られている。

## 概要
気象観測目的での運用が始まり、天気予報に革命をもたらした気象衛星が登場した今日においても、気象衛星では熱帯低気圧内部の気圧、風速が計測できないため、ハリケーン・ハンターの活動は現在においても重要視されている。航空機は衛星での判別ができるそれ以前に熱帯低気圧が形成される兆候を検出し現場へと向かう。また実際に収集された中心部の気象データは熱帯低気圧の発達度合や移動方向などを予測する上で重要な判断材料となる。
使用航空機には高性能ドップラーレーダー・投下式GPSゾンデなどの気象観測用の専用機材、ゾンデの計測したデータや機体に着装された観測機器などの情報を衛星を通じてリアルタイムに送信するため、それに伴う最新通信機器も搭載されている。その他、空軍運用中のWC-130Jの操縦席はグラスコックピット化などの最新アビオニクス機器に換装されている。
集積データはフロリダ州にあるNOAA国立ハリケーンセンターへと送信され、気象衛星データにこの観測値を加味し、随時最新のハリケーン予報が発せられている。
航空機や船舶の運用などはアメリカ海洋大気庁士官部隊が担当する。

### 観測方法

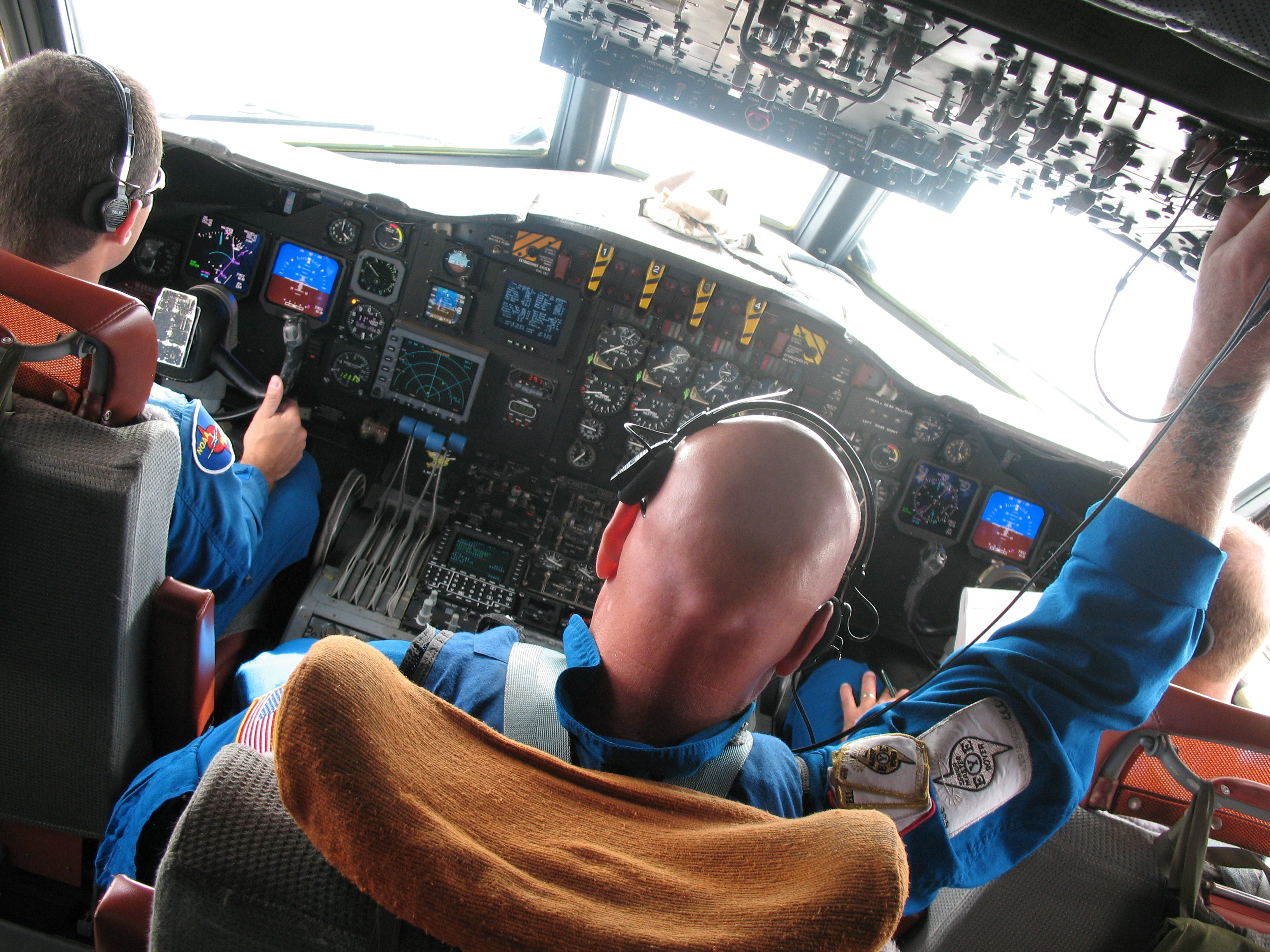
飛行中のWP-3Dのコックピット

高度300m-3000mでハリケーンに中心に向け直線飛行を行い、勢力が一番強い積乱雲の箇所をめがけ飛び込み反対方向へと抜けた後、270度反転し再度中心部へと突入する（目を中心として飛行軌跡が直角になる様飛行する。結果十字軌跡となる）。これを4回繰り返し（全航跡は四つ葉のクローバー型となる）、目の平均位置を割り出している。また平均飛行時間は11時間にも及び、その内6時間はハリケーン内部の飛行である。

## 歴史
この航空機を用いストーム観測を行なう概念は1930年初頭、W.L.ファンズワース大尉によって提案され、その後、合衆国気象局（現:アメリカ海洋大気庁）の支援の下「ストームパトロール ビル / Storm Patrol Bill」と名が付けられ1936年6月15日にアメリカ合衆国下院、上院を通過し法案が成立した。

### 世界初の観測飛行（1943年のサプライズ・ハリケーン）
ハリケーンに対する世界初の観測目的の飛行は、第二次世界大戦最中にテキサス州ヒューストンを襲った「サプライズ・ハリケーン」の際に敢行された。これは、操縦士の間の賭けがきっかけとなったといわれている。
1943年夏当時、テキサス州ヒューストンにあるブライアン飛行場では、イギリス人飛行訓練生が計器飛行の訓練を受けていた。そこにサプライズ・ハリケーンが接近した際、同僚のアメリカ人飛行士たちはT-6練習機を退避させようとした。その様子を見たイギリス人訓練生たちが、T-6練習機の構造的な欠陥をあげつらったところ、主任教官であるジョー・ダックワース大佐は、T-6を自ら操縦してハリケーンの目に突入し、安全に帰還してみせた。この最初の飛行の際にナビゲーター席にはラルフ・オヘア中尉が搭乗していたが、直後に敢行された2度目のハリケーンの目に向けた飛行の際には基地の気象担当官であるウィリアム・ジョーンズ・バーディック中尉が同乗した。
この飛行によって、ハリケーンの内部を飛行機から観測できることが証明され、以後、不定期に観測飛行が行われるようになった。その後、1946年に初めて「ハリケーン・ハンター」の名が使用され、この名称が今日まで受け継がれている。
1974年、グアム島アンダーセン空軍基地の第54気象偵察隊「タイフーン・チェイサー」に、観測機への改造を受けたばかりのWC-130（機体番号 65-0965）が配属された。
この機体は、1974年10月にフィリピンに大きな被害をもたらした「ベス」台風の観測に派遣され、フィリピンのクラーク空軍基地から、「スワン38」というコールサインの下で観測に出発したが、1974年10月12日に、台風の目への2回目の突入前に交信を絶った。交信記録からは機上で異常事態が発生したことは窺えなかった。機体あるいは乗員の痕跡を発見することなく捜索活動は終了し、乗員6名は全員、任務上の死亡(KIA / Killed In Action)とされた。
スワン38号は、数少ないハリケーン・ハンター任務中の遭難であり、WC-130としては唯一の例である。
1989年、1機のWP-3Dがハリケーン・ヒューゴ観測中に乱気流（メソ渦）に巻き込まれ、設計限界を超えるGがかかり3番エンジンから出火した。燃料の供給停止により消火し機体にもダメージが無いと判断したため3発で観測を続行、共に観測を行っていたWC-130Jの誘導により基地に帰還した。事故調査により燃料の供給システムに問題があることが判明し、原型機であるP-3にも改善案が示された。また、初回の突入時には高度5000フィート以上からハリケーンに進入するよう観測法が改められた。この事故はメーデー!:航空機事故の真実と真相 第11シーズン第6話 "Into The Eye of The Storm"で取り上げられた。詳しくは「1989年アメリカ海洋大気庁P-3エンジン喪失事故」を参照。

## 使用航空機・配備状況

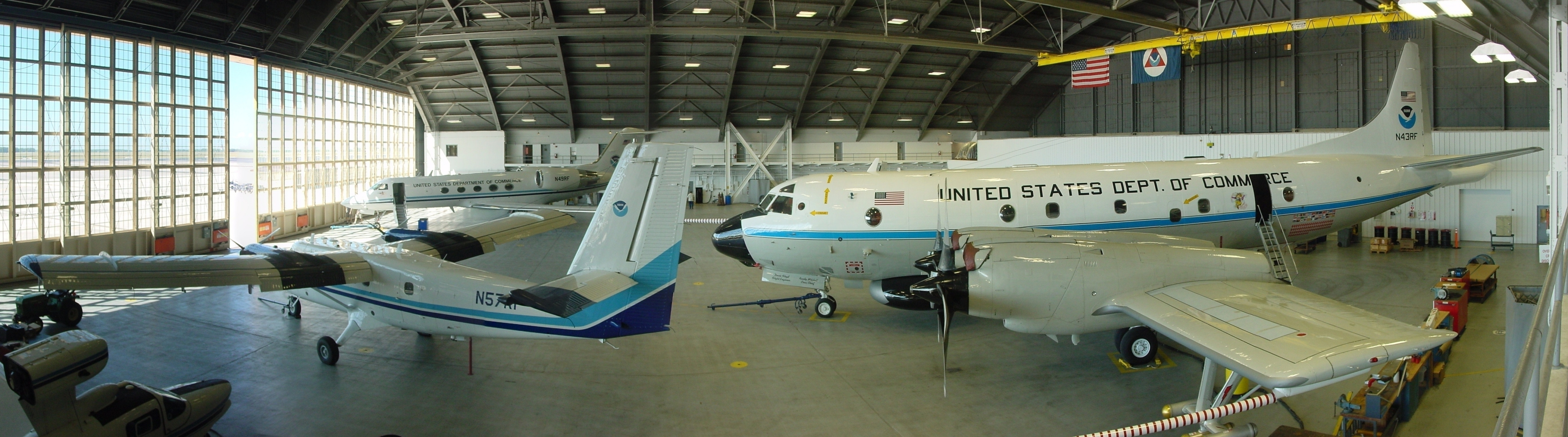
航空機運用センターの専用ハンガー

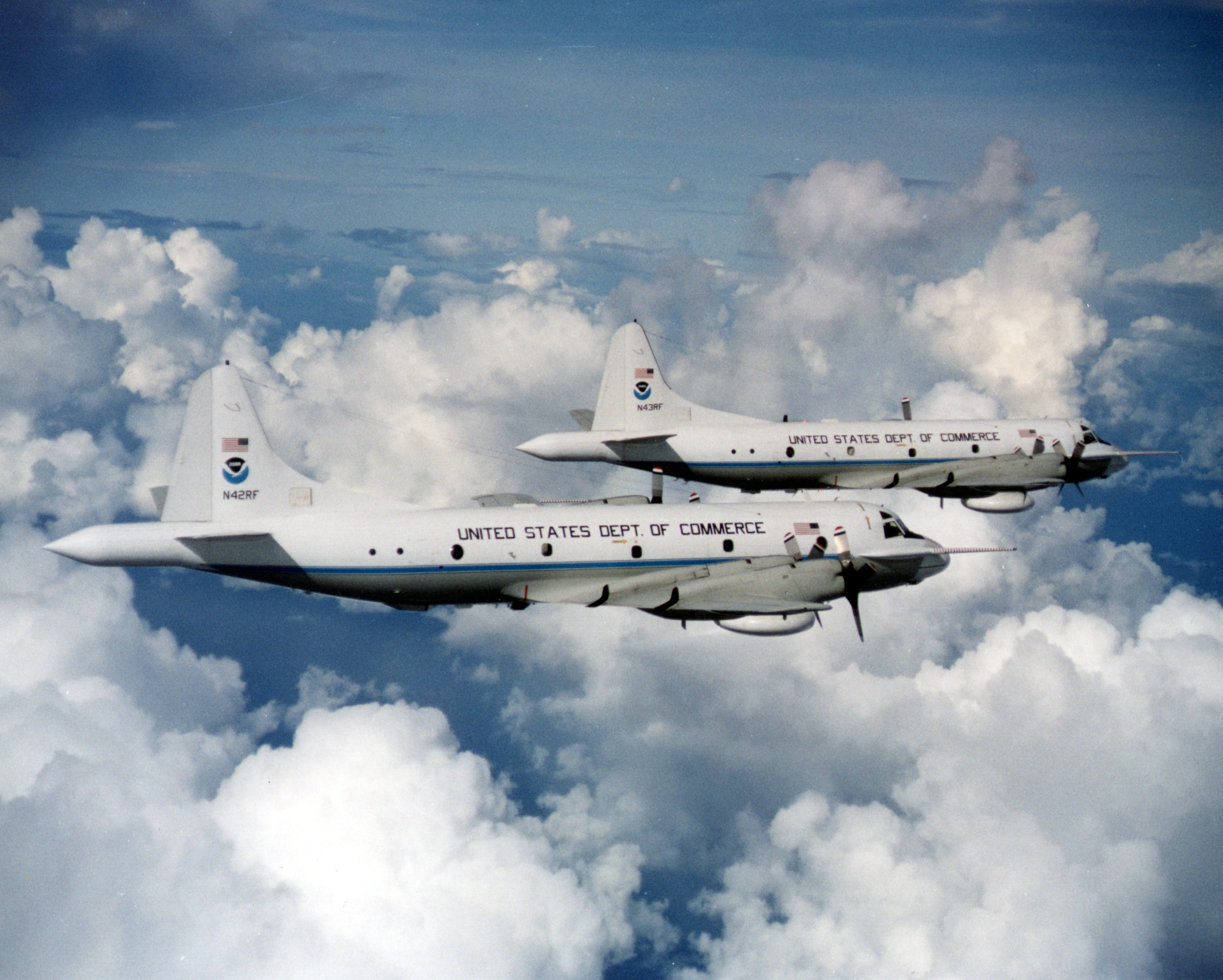
アメリカ海洋大気庁所属 WP-3D オライオン

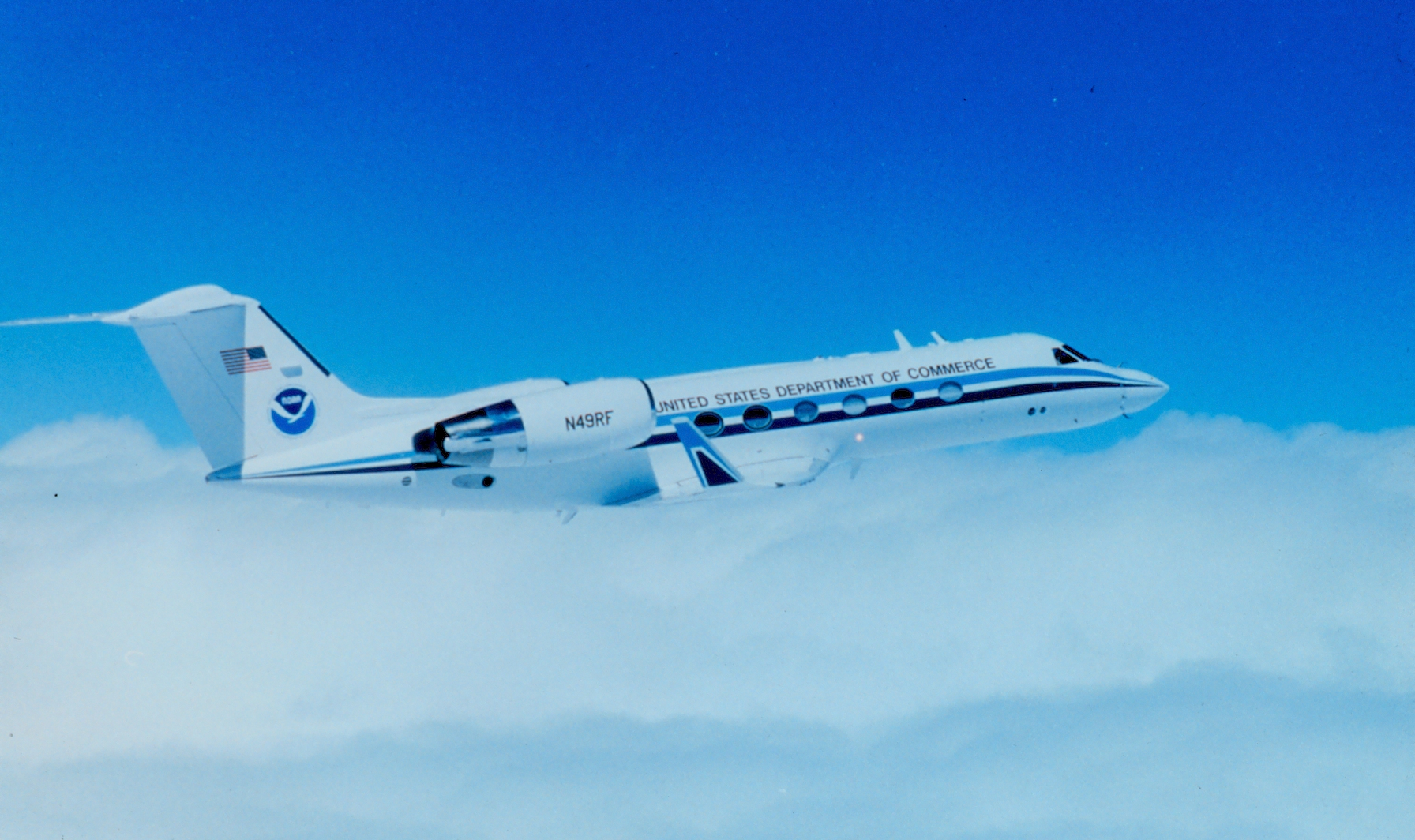
アメリカ海洋大気庁所属 ガルフストリーム IV-SP

### 空軍
- ロッキード WC-130J - ドップラーレーダー・ドロップゾンデ・ステップ周波数マイクロ波放射計などの装備が施されている。

### NOAA
- WP-3Dオライオン（英語版） - 主観測機。P-3Cから対潜哨戒用機材を降ろし、気象観測用の機材を搭載した改造機。気象観測だけでなく各種気象実験なども行なえる。N42RFとN43RFの2機体制。
- ガルフストリーム IV-SP - 進路に影響を及ぼす高高度の風向観測を行なう。
- セスナ サイテーションII
- デハビランド/ツインオッター
- ガルフストリーム ジェットプロップ コマンダー 1000
- ロックウェル エアロコマンダー
- レイク シーウルフ

### その他
- U-2偵察機 - 1963年に発生した「ハリケーン・ジニー」の気象観測に観測機器を搭載し使用された。
- 日本では直接突入せずにドロップゾンデを投下して観測する案がある[1]。

### 過去に使用していた航空機
- A-20
- B-24
- B-17
- B-25
- B-29
- B-50
- B-47
- ロッキード コンステレーション
- ロッキード WC-130A,B,E,H